# Camponotus werthi
Camponotus werthi är en myrart som beskrevs av Auguste-Henri Forel 1908. Camponotus werthi ingår i släktet hästmyror, och familjen myror.

## Underarter
Arten delas in i följande underarter:
- C. w. skaifei
- C. w. werthi